# Evangelische Kirche Koblenz-Pfaffendorf

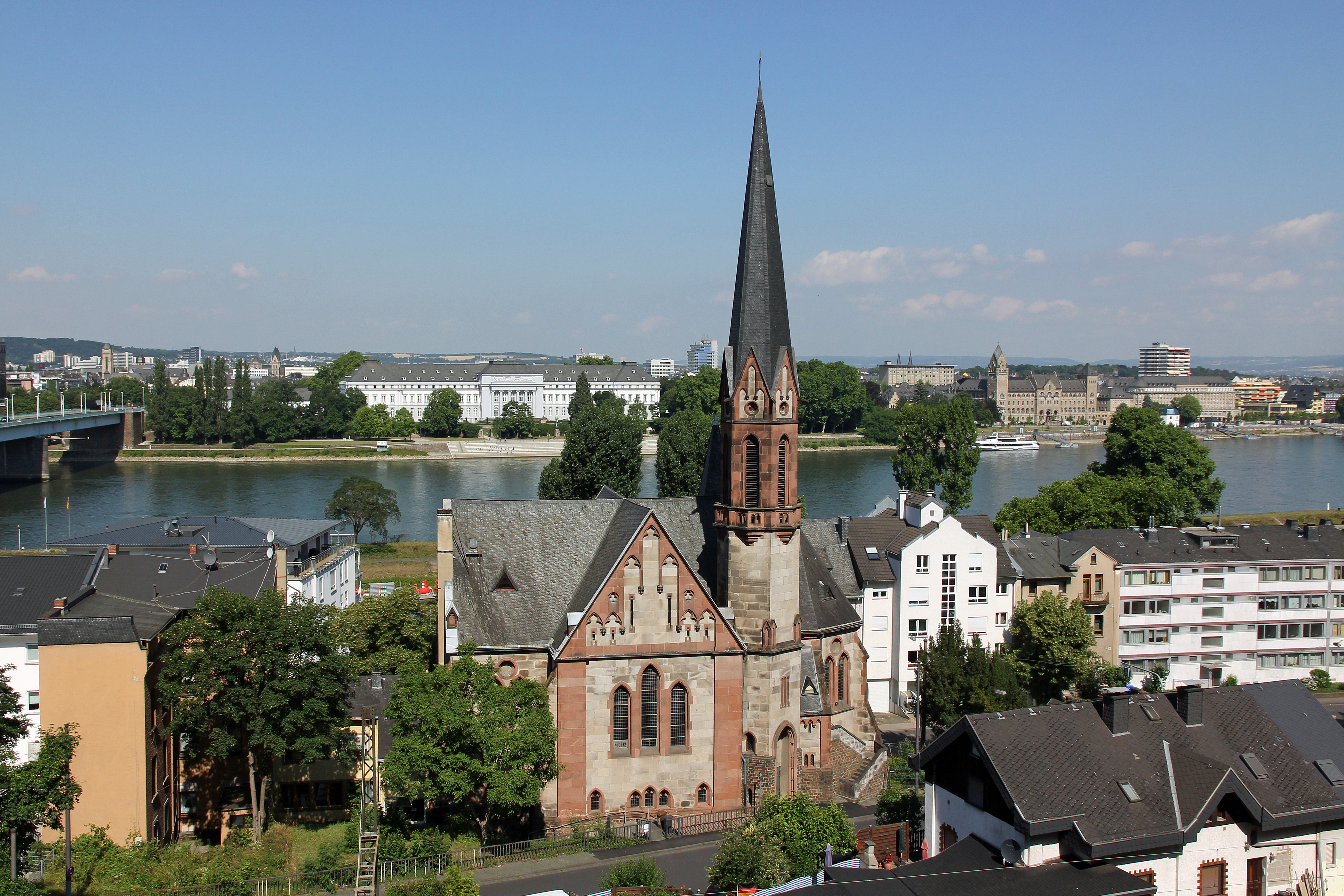
Die Evangelische Kirche in Koblenz-Pfaffendorf, im Hintergrund auf der anderen Rheinseite das Kurfürstliche Schloss

Die Evangelische Kirche Koblenz-Pfaffendorf ist eine neugotische Kirche in Koblenz. Sie wurde 1902 von dem heimischen Architekten Ehrhardt Müller nach den zur damaligen Zeit hochmodernen evangelischen Architekturleitlinien des sogenannten Wiesbadener Programms gebaut. Sie ist der erste evangelische Kirchenbau auf der rechten Rheinseite im damals noch eigenständigen Ort Pfaffendorf und war die Gemeindekirche der Protestanten der damaligen Bürgermeisterei Ehrenbreitstein.

## Geschichte

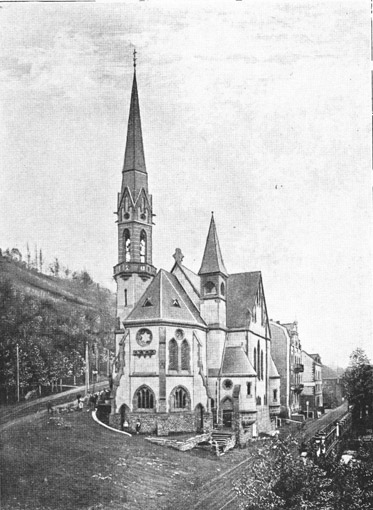
Die Evangelische Kirche in Koblenz-Pfaffendorf 1902 kurz nach der Fertigstellung

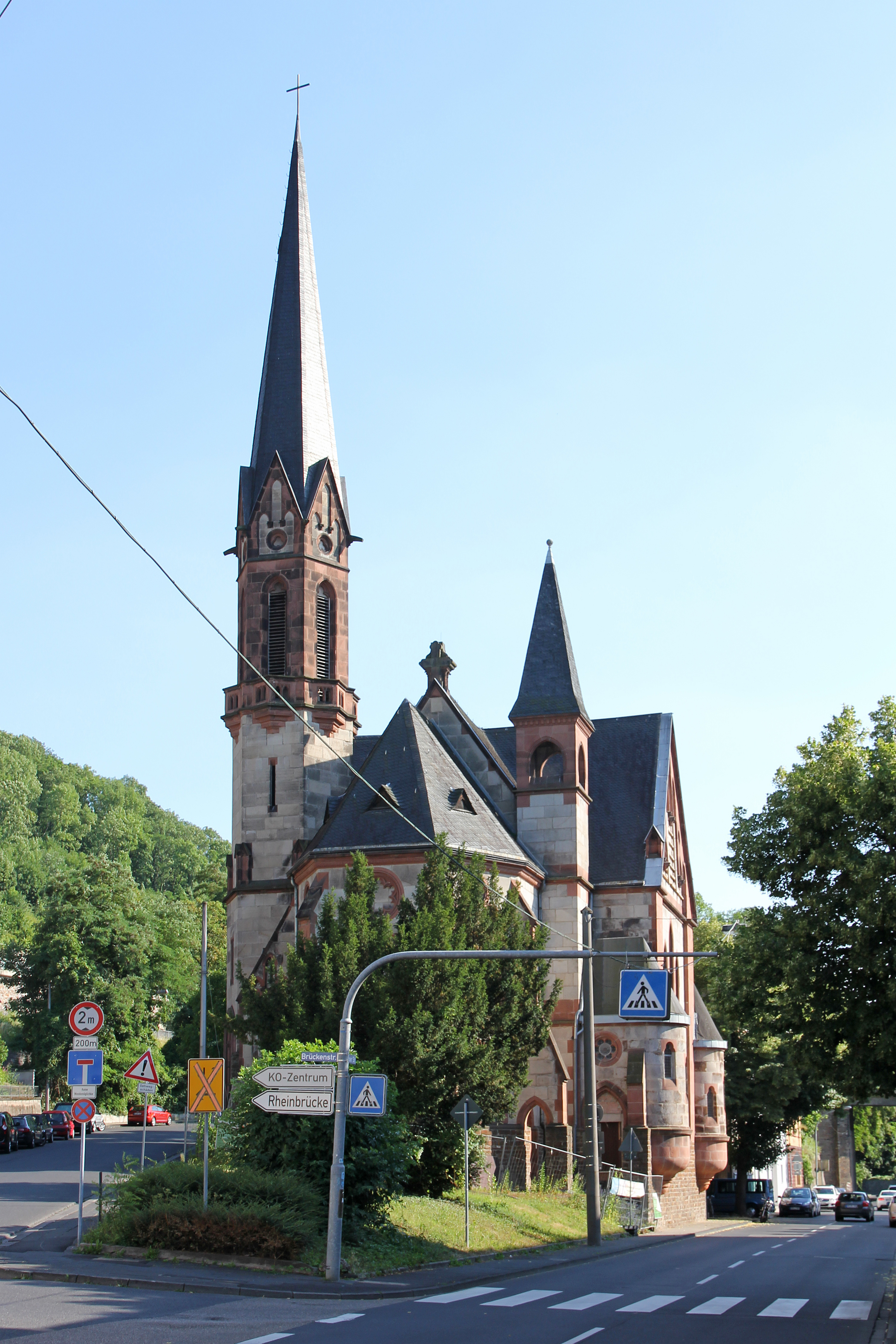
Blick von Norden 2014

Durch preußische Militärangehörige und Verwaltungsbeamte wuchs die evangelische Zivilgemeinde auf der rechten Rheinseite im 19. Jahrhundert stetig an. Erst 1892 war es den evangelischen Christen gelungen, im heutigen Koblenzer Stadtteil Pfaffendorf ein Grundstück für den Bau ihrer Kirche zu kaufen. Damit waren nach über 80 Jahren die Voraussetzungen gegeben, eine Heimstatt für ein „freyes öffentliches Religionsexercitium“ zu schaffen. Bis dahin wurden militärische Bauwerke der Festung Koblenz und der Krummstall der ehemaligen Kurfürstlichen Residenz in Ehrenbreitstein als Gottesdiensträume genutzt.
Der im März 1901 nach Plänen des Koblenzer Architekten Ehrhardt Müller begonnene Bau konnte schon am 14. Dezember 1902 durch den Koblenzer Generalsuperintendent der Rheinischen Kirchenprovinz Valentin Umbeck eingeweiht und seiner pastoralen Bestimmung übergeben werden. Für ursprünglich 450 Besucher geplant, ist er das älteste evangelische Kirchengebäude im heutigen rechtsrheinischen Stadtgebiet von Koblenz. Die Kirche war als erste Gemeindekirche der 1899 gegründeten evangelischen Kirchengemeinde Pfaffendorf errichtet worden. Das Gemeindegebiet umfasste die Bürgermeisterei Ehrenbreitstein mit den Orten Urbar, Ehrenbreitstein, Arenberg, Niederberg, Immendorf, Arzheim, Pfaffendorf und Horchheim. An der Ausstattung der Kirche beteiligten sich neben der Kaiserin Auguste Viktoria auch wohlhabende Familien. Die nicht mehr erhaltenen figürlichen Fenster wurden von der Horchheimer Familie Mendelssohn gestiftet.
Im Jahr 1922 erwarb die Kirchengemeinde Pfaffendorf das ehemalige Garten- und Teehaus von Joseph Mendelssohn in Horchheim und ließ das Gebäude umbauen. Seitdem ist dort die Lutherkapelle untergebracht.
Bei den Luftangriffen auf Koblenz im Zweiten Weltkrieg wurde das Pfarrhaus völlig zerstört und die Kirche leicht beschädigt. Schon 1946 konnte die Kirche wieder für Gottesdienste von der Gemeinde genutzt werden, die vollständige Wiederherstellung dauerte aber noch bis in die 1950er Jahre. Umfassende Sanierungsmaßnahmen wurden nach 1971 erforderlich, die zu einer Neugestaltung des Innenraumes führten. Maßnahmen zur Sicherung der Fundamente standen 1987 an, die durch Kanalbauarbeiten in der Emser Straße unterhalb der Kirche ausgelöst worden waren, sodass erneut umfassende Innenraumsanierungen nötig waren.
In der Nacht zum 18. Januar 1997 brannte der Chorraum infolge eines Kurzschlusses vollkommen aus. Die beträchtlichen Schäden im Innenraum der Kirche und an der Orgel waren nach eineinhalb Jahren behoben. Seit September 1998 zeigten sich erneut Risse in Gewölbe und Mauerwerk als Folge einer Unterspülung der Fundamente. So musste die Kirche seit August 2000 für die Öffentlichkeit gesperrt werden.
Im Anschluss an die Sperrung sollten Sanierungsmaßnahmen im Untergrund ein weiteres Absacken der Fundamente verhindern. Durch das Hochdruckinjektionsverfahren (kurz HDI-Verfahren) wurde Wasser und Zement unter Druck in das Erdreich gepresst, um dort mit dem Untergrund eine Verbindung einzugehen und einen festen Untergrund zu schaffen. Allerdings stellte man fest, dass sich im Anschluss an diese Arbeiten die westliche Fassade etwas angehoben hatte, wodurch weitere, gravierende Schäden entstanden waren.
Der Gutachter Prof. Katzenbach von der TU Darmstadt kam zu dem Schluss, dass „sekundäre Ettringitbildung“ den unter den Fundamenten eingebrachten Beton nachträglich hat aufquellen lassen. Ettringit ist ein nach seinem ersten Fundort Ettringen in der Eifel benanntes sulfathaltiges Mineral, das sich – vergleichbar mit Eiskristallen – bei seiner Entstehung ausdehnt und damit auch bereits erhärteten Beton zum unerwünschten Quellen bringen kann.
Die Behebung dieser unerwarteten Schädigung erwies sich als sehr aufwendig. Unter anderem wurden die beiden Erker an der Westseite der Kirche ab- und (unter Verwendung der originalen Einzelteile) mit einer unsichtbaren Sicherungskonstruktion wieder aufgebaut. Auch eine Sanierung der Gewölbe war nötig geworden. Der Glockenturm benötigt eine zusätzliche Stabilisierung, da beim Läuten der Glocken gefährliche Schwingungen auftreten können.

## Bau und Ausstattung

### Außen

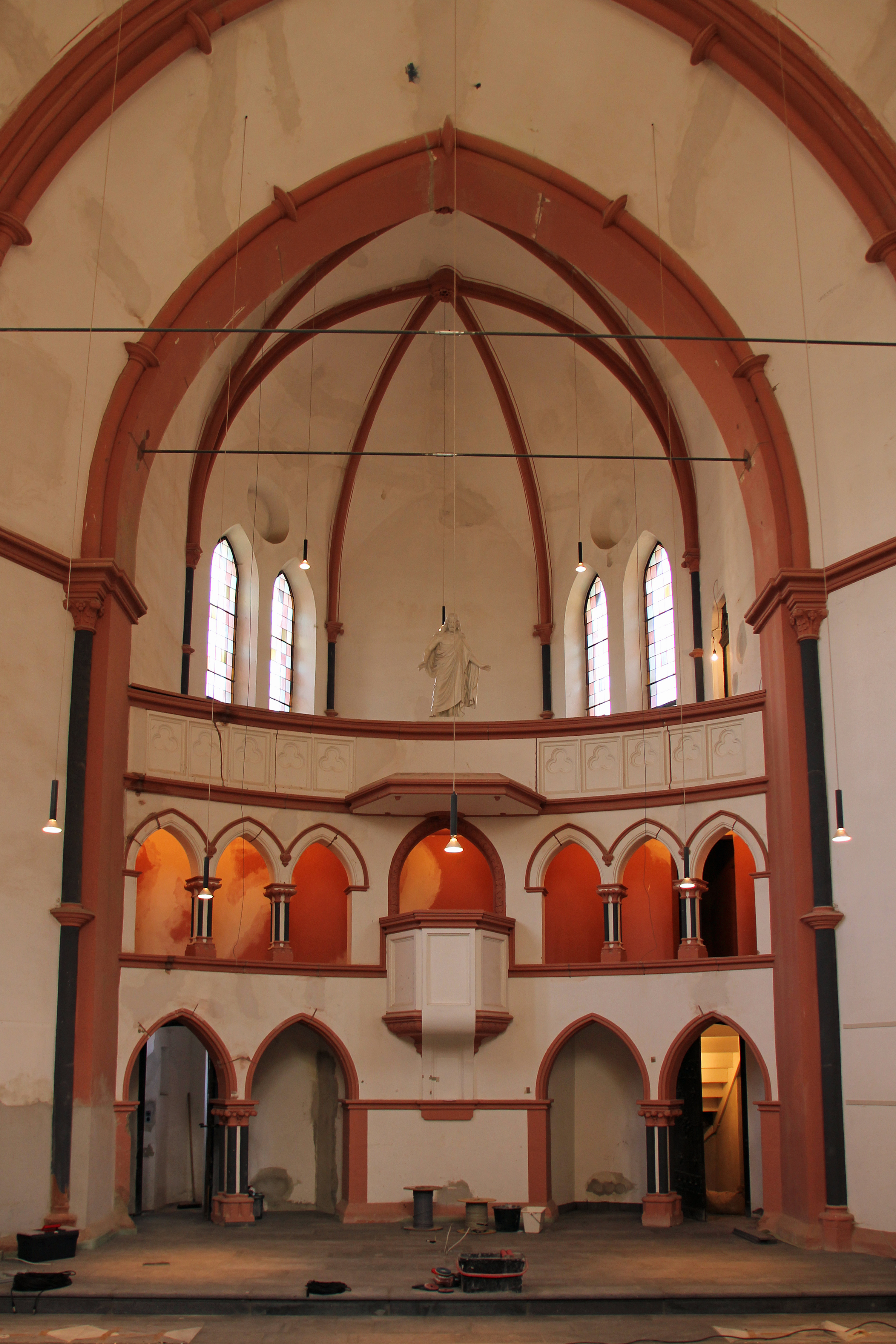
Baustelle des Chors 2012

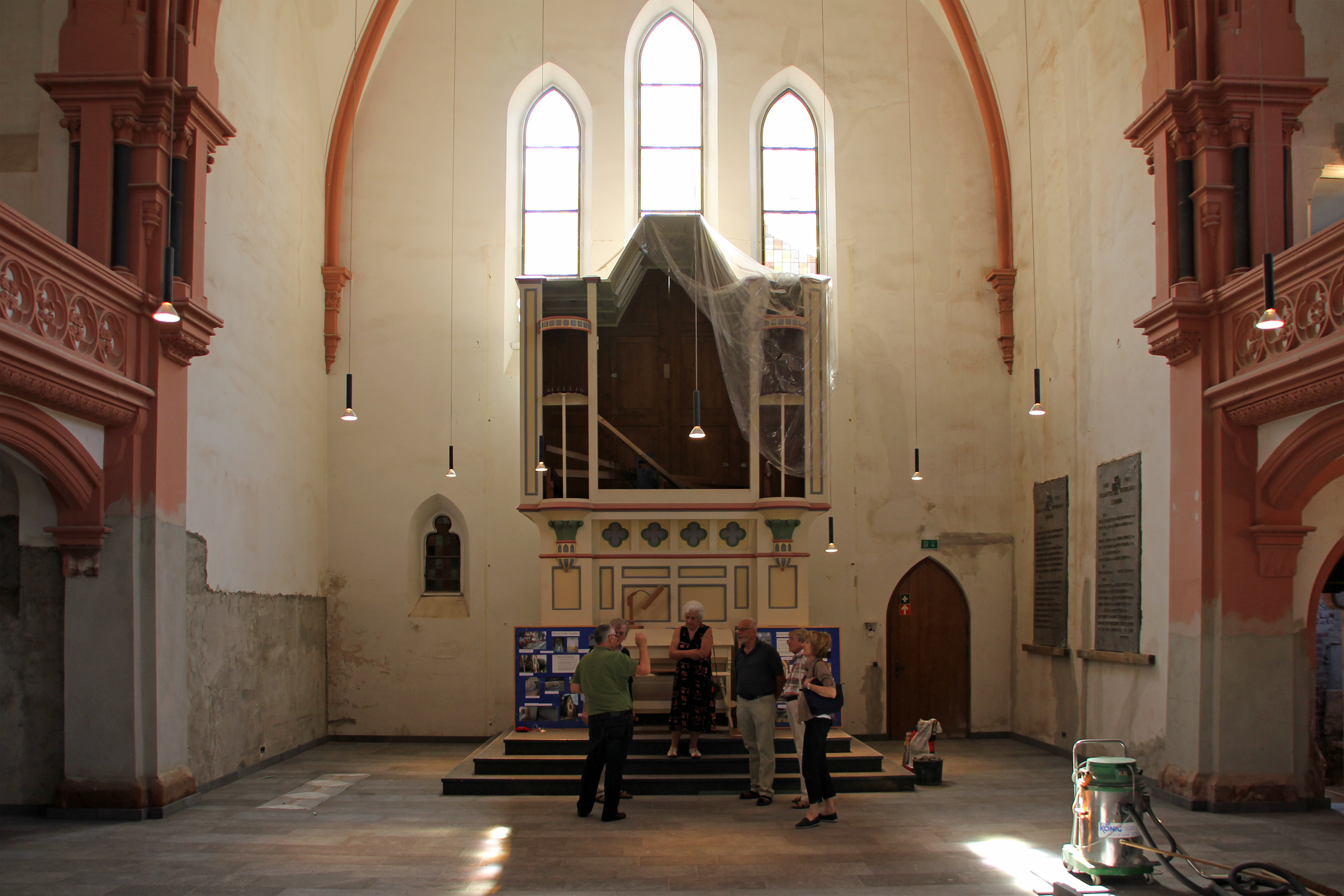
Innenraum mit dem leeren Orgel-Prospekt

Die Evangelische Kirche steht auf einem dreieckigen Grundstück an der alten Auffahrt zur Pfaffendorfer Brücke. Die neugotische Emporenkirche bildet den Grundriss eines lateinischen Kreuzes. Der durch den Geländeanstieg hohe Sockel besteht aus Grauwacke, die Wandflächen aus heimischem beigen Tuff mit Architekturgliederungen aus rotem Sandstein. Der polygonale Chor ist nach Norden ausgerichtet, die kurzen Querarme mit Blendgiebeln zeigen zu den umgebenden Straßen. In den südlichen Ecken des Chors stehen auf der Westseite auf quadratischem Grundriss ein kleiner Turm und auf der Ostseite auf sechseckigem Grundriss der Hauptturm. Dieser ist hoch aufragend mit einem Glockengeschoss, das von einer zwölfeckigen verschwenkten Balustrade umgeben ist, und dem abschließenden Spitzhelm.
Der Kirchenbau ist mit gotischen Elementen, wie Spitzbogen an Fenstern, Portalen und Blendgiebeln sowie Rosettenfenster und Strebepfeiler am Chor, versehen. Die Emporen im Inneren sind durch die niedrigen Fenster unterhalb und die sehr hohen Fenster oberhalb sichtbar. Die Treppen zu den Emporen treten auf der Rheinseite als halbrunde Erker mit Kegeldächern aus der Fassade hervor. Über eine gewölbte Freitreppe erreicht man im südwestlichen Kreuzwinkel den Haupteingang.

### Innen
Im Inneren hat die Kirche einen hohen  Zentralraum mit Rippengewölbe. In den kurzen tonnengewölbten Seitenarmen sind kreuzgewölbte Emporen eingebaut. Gestützt von Bündelpfeilern mit Blattkapitellen werden hier flache Arkaden getragen. Die auskragende Balustrade der Empore zeigt Maßwerkformen. Der Chor ist durch eine gebogene halbhohe, zweigeschossig gegliederte Altarwand abgetrennt; dahinter befindet sich die Sakristei. Von der ursprünglichen Innenausmalung ist nichts mehr sichtbar.

### Orgel
Die Orgel mit 9 Registern wurde von E. F. Walcker & Cie. erbaut. Die wertvolle Orgel wurde 1950 umgebaut und in den 1960er Jahren vom Chorraum auf die gegenüberliegende Südseite versetzt. Sie war seit Langem reparaturbedürftig und konnte bis 1994 dank zahlreicher Spenden aus der Gemeinde von der Orgelbauwerkstatt Willi Peter grundlegend renoviert sowie in ihrer alten Qualität wiederhergestellt werden. Auf dieser musikgeschichtlich bemerkenswerten sogenannten romantischen Orgel kamen seit 1994 zahlreiche Konzerte zur Aufführung und sie begleitete viele Instrumental- und Chormusiken.

## Kirchengemeinde
Die Evangelische Kirche Koblenz-Pfaffendorf liegt im Talbezirk der „Evangelischen Kirchengemeinde Koblenz-Pfaffendorf“ im Kirchenkreis Koblenz der Evangelischen Kirche im Rheinland, zu der auch die Versöhnungskirche in Arenberg, die Lutherkapelle in Horchheim und die Hoffnungskirche auf der Pfaffendorfer Höhe gehören.

## Denkmalschutz
Die Evangelische Kirche Koblenz-Pfaffendorf ist ein geschütztes Kulturdenkmal nach dem Denkmalschutzgesetz (DSchG) und in der Denkmalliste des Landes Rheinland-Pfalz eingetragen. Sie liegt in Koblenz-Pfaffendorf in der Brückenstraße 2 a.
Seit 2002 ist die Evangelische Kirche Koblenz-Pfaffendorf Teil des UNESCO-Welterbes Oberes Mittelrheintal.